# Shpániv
Shpániv (ucraniano: Шпа́нів; polaco: Szpanów) es un municipio rural y pueblo de Ucrania, perteneciente al raión de Rivne de la óblast de Rivne.
En 2018, el municipio tenía una población de 10 407 habitantes, de los cuales unos dos mil cuatrocientos vivían en el propio pueblo y el resto repartidos en ocho pedanías. El municipio se fundó en 2017 mediante la fusión de los hasta entonces consejos rurales de Shpániv y Velyki Zhytyn. Además de estos dos pueblos, pertenecen al municipio otros siete: Barmaký, Velyki Oleksyn, Zóziv, Mali Zhytyn, Mali Oleksyn, Jodosy y Jotýn.
El pueblo se ubica en la periferia septentrional de Rivne. En 1562 llegó a adoptar el estatus de miasteczko con Derecho de Magdeburgo, pero fue siempre una pequeña localidad agrícola y no tuvo un desarrollo urbano hasta el siglo XX, cuando el pueblo creció por su cercanía a Rivne. Hasta 2017 era sede de un consejo rural que únicamente incluía como pedanías a Velyki Oleksyn, Zóziv, Mali Oleksyn, Jodosy y Jotýn.